# Arda Güler
Arda Güler, född 25 februari 2005, är en turkisk fotbollsspelare som spelar för Real Madrid och Turkiets landslag.

## Klubbkarriär
Den 6 juli 2023 värvades Güler av La Liga-klubben Real Madrid, där han skrev på ett sexårskontrakt. Han debuterade i La Liga den 27 januari 2024 i en 2–1-vinst över Las Palmas, där han blev inbytt i den 81:a minuten mot Rodrygo.

## Landslagskarriär
Güler debuterade för Turkiets landslag den 19 november 2022 i en 2–1-vinst över Tjeckien, där han blev inbytt i den 68:e minuten mot Doğukan Sinik. Den 19 juni 2023 gjorde Güler sitt första mål för Turkiet i en 2–0-seger över Wales.

## Meriter
Fenerbahçe
- Turkiska cupen: 2022/2023

Real Madrid
- La Liga: 2023/2024
- UEFA Champions League: 2023/2024
- Spanska supercupen: 2023-24
- UEFA Super Cup: 2024
- Interkontinentala cupen: 2024